# Liste der Kulturdenkmäler in Søndre Nordstrand (Oslo)
Die Liste der Kulturdenkmäler in Søndre Nordstrand (Oslo) enthält die vom Riksantikvaren gelisteten Kulturgüter im Osloer Stadtteil Søndre Nordstrand. Nicht alle der gelisteten Kulturgüter stehen unter Denkmalschutz, können aber Teil eines denkmalgeschützten Ensembles sein oder ihre Veränderung muss mit dem Riksantikvaren abgesprochen werden. Die Denkmalnummer führt mit einem Link zur Beschreibungsseite kulturminnesøk des Riksantikvaren.

## Liste der Kulturdenkmäler in Søndre Nordstrand
- Karte mit allen Koordinaten:
- OSM |
- WikiMap